# Mordāb Sar
Mordāb Sar är en ort i Iran.   Den ligger i provinsen Gilan, i den norra delen av landet, 180 km nordväst om huvudstaden Teheran. Mordāb Sar ligger 6 meter över havet och antalet invånare är 167.
Terrängen runt Mordāb Sar är platt åt nordost, men åt sydväst är den kuperad.Runt Mordāb Sar är det ganska tätbefolkat, med 134 invånare per kvadratkilometer. Närmaste större samhälle är Langarud, 18,4 km nordväst om Mordāb Sar. Trakten runt Mordāb Sar består till största delen av jordbruksmark.